# Marie-Ange Wirtz
Marie-Ange Wirtz (* 7. März 1963) ist eine ehemalige seychellische Sprinterin und Weitspringerin.

## Karriere
Wirtz nahm an den Olympischen Sommerspielen 1984 in Los Angeles teil. Sie trat über 100 m sowie 200 m an, schied jedoch in den Vorläufen aus. Außerdem trat sie im Weitsprung an.